# Wallace S. Murray
Wallace Smith Murray (* 10. März 1887 in Bardstown, Kentucky; † 1965) war ein Botschafter der Vereinigten Staaten.

## Leben
Murray besuchte die Wittenberg University. 1909 wurde er Bachelor, 1913 Master; 1917 besuchte er die Columbia University, 1919 die Sorbonne. Von 1913 bis 1920 besuchte er die University School in Cleveland und wurde Master. 1920 trat er in den auswärtigen Dienst.
Von 1922 bis 1925 war an der US-Botschaft in Teheran akkreditiert.
Ab 1927 wurde Wallace Smith Murray in der Abteilung Naher Osten im US-Außenministerium beschäftigt, die er von 1933 bis 1942 leitete.
| Vorgänger | Amt | Nachfolger                 |
| --- | --- | -------------------------- |
| 1921–1924: Joseph Saul Kornfeld | US-Botschafter im Iran 1924–1925 Geschäftsträger                                                                     | 1925–1928: Hoffman Philip  |
| 1913–1920: Albert Hutchinson Putney (1872; † 1928) 1922–1926: Allen Welsh Dulles (* 1893; † 1969) 1926–1929: G. Howland Shaw (* 1893; † 15. August 1965) | Leiter des Bureau of Near Eastern Affairs 1929–1942                                                                  | —                          |
| 1944–1945: Leland B. Morris | US-Botschafter im Iran am 20. Februar 1945 ernannt, vom 5. Juni 1945 bis 18. April 1946 als Botschafter akkreditiert | 1946–1948: George V. Allen |